# Masies del Castell de Vilamalefa
El terme municipal d'el Castell de Vilamalefa, a la comarca de l'Alt Millars, País Valencià ha comptat històricament amb un conjunt de població disseminada la qual habitava masos i caseries, fora dels dos nuclis urbans principals, el Castell i l'aldea de Cedraman. L'any 2015 la població disseminada al terme era de 21 persones.

## La Granella
Conjunt d'una quinzena de masies, al sud del terme. Està deshabitat i despoblat des de la dècada dels 60 del segle xx.

## El Codadillo
Ubicat al nord-est del nucli urbà. Llogaret que té 9 habitants (2009).

## Mas Quemao
Ubicat al nord del nucli urbà. Actualment està despoblat.

## Mas de Adelantado
S'ubica a l'oest del nucli urbà, prop de la carretera que comunica el Castell amb Sucaina, la CV-190. Actualment està despoblada.

## Mas de la Loma
Ubicada a l'est del terme municipal. És un conjunt de diverses cases, actualment despoblades i abandonades en la seua major part. Segons l'IVE, compta amb dos habitants (2009).

## Mas de Montolio
També denominada de Montoliu. Es troba a l'est del nucli urbà. Actualment està despoblada.

## Mas del Pozo
Es troba a l'est del nucli urbà. Segons l'IVE, té un habitant (2009).

## Mas del Prao
Es troba a l'est del nucli urbà. Actualment està despoblada.

## Mas de Roque Chiva
Es troba a l'est del nucli urbà. És un conjunt d'una vintena d'edificis, la majoria força deteriorats per l'abandonament. En els darrers temps s'han reformat alguns dels habitatges.

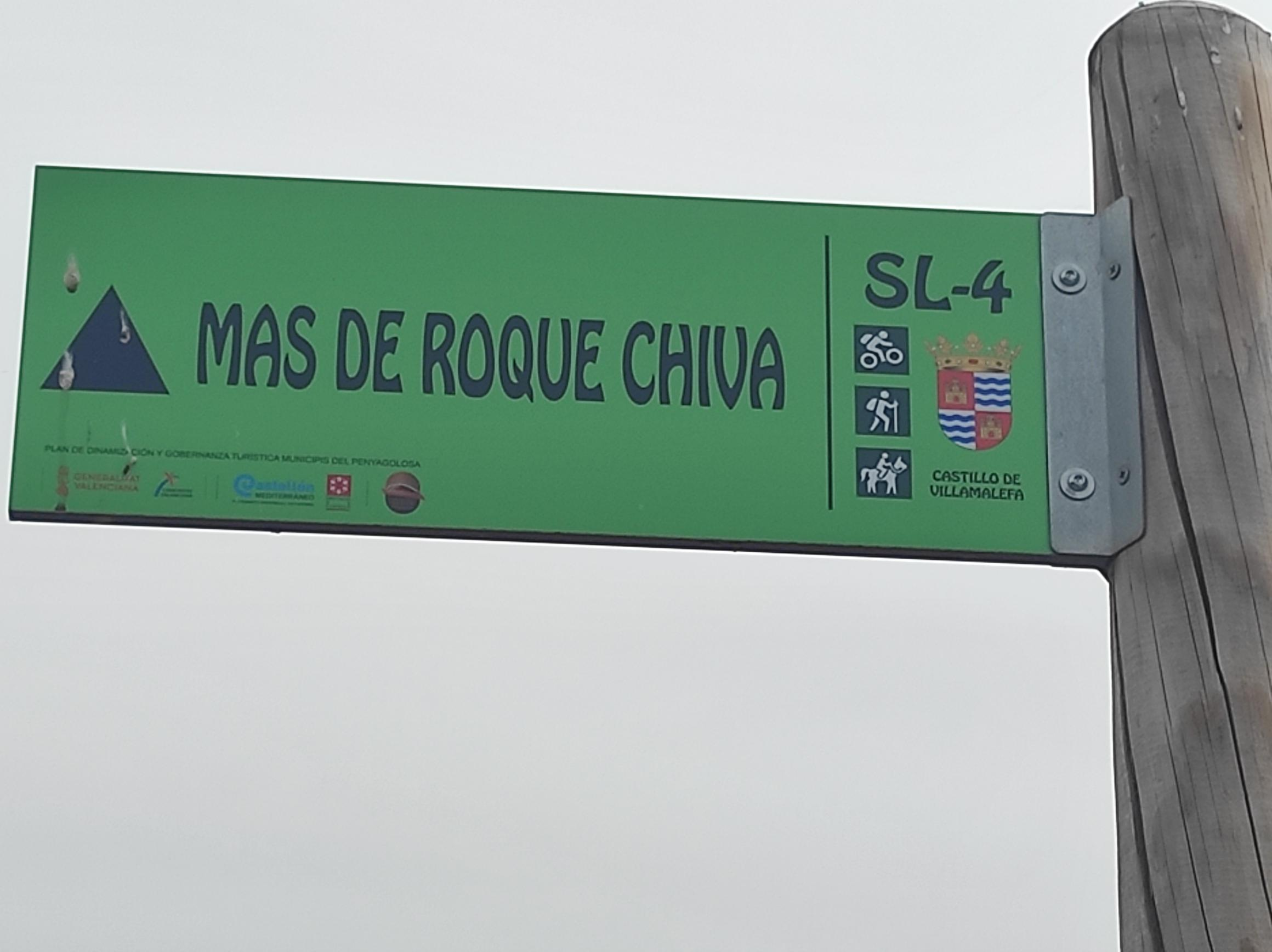
Mas de Roque Chiva (El Castell de Villamalefa)

## Mas de Royo
Es troba a l'est del nucli urbà. Actualment està despoblada.